# Townsendia (Asteraceae)
Townsendia là một chi thực vật có hoa trong họ Cúc (Asteraceae).

## Loài
Chi Townsendia gồm các loài: